# Спинето-Скривия
Спине́то-Скри́вия (итал. Spineto Scrivia, пьем. Spinegh) — коммуна в Италии, в регионе Пьемонт, подчиняется административному центру Алессандрия.
Население составляет 336 человек (2008 г.), плотность населения — 82 чел./км². Занимает площадь 4 км². Почтовый индекс — 15050. Телефонный код — 0131.
Покровителем коммуны почитается святой апостол Иаков Зеведеев, празднование 25 июля.

## Демография
Динамика населения:

## Администрация коммуны
- Официальный сайт: http://www.comune.spinetoscrivia.al.it/